# Mashonarus brandbergensis
Mashonarus brandbergensis là một loài nhện trong họ Salticidae.
Loài này thuộc chi Mashonarus. Mashonarus brandbergensis được Wanda Wesołowska miêu tả năm 2006.